# Gustavo Endres
Gustavo Endres, noto semplicemente come Gustavo (Passo Fundo, 23 agosto 1975), è un dirigente sportivo ed ex pallavolista brasiliano.
Giocò come centrale.

## Carriera
Gustavo Endres inizia a giocare nelle giovanili del Banespa São Bernardo nel 1993 e durante il suo periodo di permanenza nel club ottiene le prime convocazioni nelle selezioni giovanili brasiliane, con cui conquista il campionato mondiale juniores 1993 ed il campionato sudamericano juniores 1994, per poi vincere la medaglia d'argento al campionato mondiale juniores 1995
Nel 1996 fa il suo esordio in prima squadra, dove resta per cinque stagioni, senza raggiungere grandi risultati, ma ottenendo comunque le prime convocazioni nella nazionale maggiore brasiliana, con la quale esordisce nel 1997. In questi anni conquista i suoi primi titoli, vincendo la Grand Champions Cup 1997, due edizioni della Coppa America, nel 1998 e nel 1999, e la World League 2001.
Nella stagione 2001-02 si trasferisce in Italia, per giocare nella 4 Torri Ferrara, dove rimane anche l'anno successivo. In questo biennio con la nazionale vince la sua seconda World League, la Coppa del Mondo e, soprattutto, il suo primo Campionato mondiale.
Nella stagione 2003-04 si trasferisce nel Volley Latina. Durante l'estate si laurea campione olimpico ad Atene 2004 e conquista un'altra World League.
Nella stagione 2004-05 passa alla Sisley Volley Treviso, club con cui resta legato per cinque stagioni e con cui colleziona numerosi trofei: a livello nazionale vince tre supercoppe italiane, due coppe nazionali e due scudetti; a livello europeo trionfa nella Champions League 2005-06, in cui riceve anche il premio come miglior muro. Non da meno sono i successi che ottiene con la nazionale, con la quale vince nuovamente il Campionato mondiale e la Coppa del Mondo, oltre a due Campionati sudamericani, la Grand Champions Cup 2005 e altre tre World League.
Nella stagione 2009-10 torna in Brasile per giocare con l'Esporte Clube Pinheiros, dove resta per due stagioni, per poi passare al Cimed Esporte Clube, con cui vince un Campionato Catarinense. Fa la sua ultima apparizione con la nazionale nel 2011 ai Giochi Panamericani, in cui vince la medaglia d'oro.
Nella stagione 2012-13 viene ingaggiato dall'Associação dos Pais e Amigos do Vôlei; al termine del campionato 2014-15, dopo l'eliminazione della sua squadra dai play-off, annuncia il suo ritiro dalla pallavolo giocata e la sua nomina a dirigente della squadra.

## Vita privata
Sposato con Raquel Endres, è padre di due figli, Enzo ed Eric. È inoltre il fratello maggiore del pallavolista Murilo Endres, sposato a sua volta con la pallavolista Jaqueline de Carvalho.

## Palmarès

### Club
- Campionato italiano: 2

2004-05, 2006-07
- Campionato Catarinense: 1

2012
- Coppa Italia: 2

2004-05, 2006-07
- Supercoppa italiana: 3

2004, 2005, 2007
- Champions League: 1

2005-06

### Nazionale (competizioni minori)
- Campionato mondiale juniores 1993
- Campionato sudamericano juniores 1994
- Campionato mondiale juniores 1995
- Coppa America 1998
- Giochi panamericani 1999
- Coppa America 1999
- Coppa America 2001
- Giochi panamericani 2003
- Giochi panamericani 2007
- Giochi panamericani 2011

### Premi individuali
- 2001 - World League: Miglior muro
- 2001 - Coppa America: Miglior servizio
- 2002 - Campionato mondiale: Super seven selection
- 2003 - Giochi panamericani: Miglior muro
- 2005 - Campionato italiano: Miglior muro
- 2006 - Champions League: Miglior muro
- 2006 - Serie A1: Miglior centrale
- 2006 - Serie A1: Miglior muro[1]
- 2007 - World League: Miglior muro
- 2007 - Campionato sudamericano: Miglior muro
- 2008 - Serie A1: Miglior muro[1]
- 2008 - Giochi della XXIX Olimpiade: Miglior muro
- 2009 - Serie A1: Miglior centrale